# Metepeira cajabamba
Metepeira cajabamba är en spindelart som beskrevs av Piel 200. Metepeira cajabamba ingår i släktet Metepeira och familjen hjulspindlar. Inga underarter finns listade i Catalogue of Life.